# Géo-Charles
Charles Louis Prosper Guyot, dit Géo-Charles, est un poète et écrivain français, né le 22 mars 1892 à Saint-Gilles (Saône-et-Loire), mort le 7 juillet 1963 à Paris, inhumé au cimetière de Mareil sur Mauldre.

## Biographie
Passionné de sport, ses œuvres traitent souvent de ce sujet. Il fut lauréat du concours de littérature aux Jeux olympiques de 1924 à Paris. Il était l'ami de nombreux sportifs, mais aussi des écrivains français de son époque (Jean Cocteau, Blaise Cendrars). Grand amateur d'art, ami de Foujita, Survage, Vicente do Rego Monteiro (guide de son périple au Brésil à la découverte du baroque sacré) et Frans Masereel, collectionneur avisé (Le Pont de Max Beckmann acquit en salle de vente, Metzinger, Manolo), il s'est immergé dans l'effervescence artistique de Montparnasse et fut un fondateur de la revue du même nom avec Paul Husson. Proche de l'avant-garde de l’art et de la littérature, il fut aussi animateur et chroniqueur à la radio. En 1982, son épouse Lucienne avait fait don de 143 œuvres à la ville d'Échirolles, afin de constituer un musée consacré aux sports. Née le 6 juillet 1915, elle le rejoint dans la mort le 21 janvier 2015 à 99 ans.

## Liste des œuvres
- Sports, éditions Montparnasse, 1923
- Jeux olympiques, Paris N.R.F, 1925
- Le Calvaire d'Odern, Lyon, Les Écrivains réunis, 1926
- La Légende de la ville d'Ys d'après les anciens textes, éd. d'art H. Piazza, 1926[4]
- VIIe Olympiade, Bruxelles, L'Équerre, 1928
- Frans Masereel, Paris, P. Vorms, 1929
- Le Veilleur de nuages, Paris, Montparnasse, 1937
- Poèmes du Brésil, Paris, Monteiro-La Presse à bras, 1949
- L'Art baroque en Amérique latine, Paris, Plon, 1954
- L'Art baroque au Brésil, Paris, Les Éditions internationales, 1956
- Poëmes choisis avec portrait de Foujita, Lyon, Les Écrivains réunis Armand Henneuse, 1958
- XI Poèmes ornés de onze bois gravés de Léopold Survage, Caluire, éd. Armand Henneuse, 1965
- Judo bois gravé de Frans masereel, Caluire, éd. Armand Henneuse, 1977
- Derniers Poèmes, Lyon, Les Écrivains réunis, 1979
- Le Veilleur de nuages avec six gravures à sec de Marc Pessin (extraits de l'édition originale), Saint-Laurent du pont, éd. Le Verbe & l'Empreinte, 1985